# Patricia Barry
Patricia Barry (ur. 16 listopada 1922 w Davenport w stanie Iowa, zm. 11 października 2016 w Los Angeles) – amerykańska aktorka telewizyjna i filmowa.

## Filmografia
Filmy:
- Humoreska (1946) jako Fritzie, sekretarka
- Ukochane serce (1964) jako Mitchell
- Nie przysyłaj mi kwiatów (1964) jako Linda Bullard
- Strefa mroku (1983) jako matka (w noweli 3.)
- Na zawsze (1988) jako urzędniczka adopcyjna
- Morze miłości (1989) jako stara kobieta

Seriale TV:
- First Love (1954–1955) jako Laurie James
- Gunsmoke (1955–1975) jako Belle/Laura Rand/Kate Schiller (gościnnie, 1958, 1960 i 1970)
- Alfred Hitchcock przedstawia (1955–1965) jako Lana Layne (Rosemary „Peaches” Cassidy)/Lisa Brisson (gościnnie, 1963 i 1965)
- Perry Mason (1957–1966) jako Janice Atkins/Dorine Hopkins/Eva Belter (gościnnie, 1960, 1961 i 1963)
- Strefa mroku (1959–1964) jako Leila/Ann (gościnnie, 1960 i 1963)
- Doktor Kildare (1961–1966) jako Lydia McGuire (gościnnie w 4 odcinkach z 1965) oraz jako Doris Manning (gościnnie, 1962)
- Dni naszego życia (od 1965) jako Adelaide „Addie” Horton-Williams (gościnnie, w l. 1972–1973)
- Wszystkie moje dzieci (1970–2011) jako Peg English (gościnnie, 1981)
- Mannix (1967–1975) jako Claire Hanley (gościnnie, 1969)
- Ironside (1967–1975) jako Martha Webb (gościnnie, 1968)
- Sierżant Anderson (1974–1978) jako pani Fontaine (gościnnie, 1975)
- Columbo jako Francine  w odc. pt. Playback z 1975
- Aniołki Charliego (1976–1981) jako Millicent (gościnnie, 1977)
- Quincy (1976–1983) jako dr Hotchkiss (gościnnie, 1980)
- Guiding Light (1952–2009) jako Sally Gleason (w 11 odcinkach z l. 1985–1987)
- Knots Landing (1979–1993) jako kobieta (gościnnie, 1991)
- Dallas (1978–1991) jako Janine (gościnnie, 1991)
- Loving (1983–1995) jako Isabella Alden (gościnnie)
- Napisała: Morderstwo (1984–1996) jako pani Belle Pentworth/Melanie Venable (gościnnie, 1989 i 1994)
- Powrót do Providence (1999–2002) jako Margery York-Gladwell (gościnnie, 2001)